# Porieczje (rejon bieżanicki)
Porieczje (ros. Поречье) – wieś (ros. деревня, trb. dieriewnia) w zachodniej Rosji, w osiedlu wiejskim Bieżanickoje rejonu bieżanickiego w obwodzie pskowskim.

## Geografia
Miejscowość położona jest nad jeziorami Kamiennoje i Wodowoje, 41,5 km od centrum administracyjnego osiedla wiejskiego i całego rejonu (Bieżanice), 142 km od stolicy obwodu (Psków).

## Demografia
W 2010 r. miejscowość zamieszkiwały 2 osoby.